# Lutherkirche (Bochum)

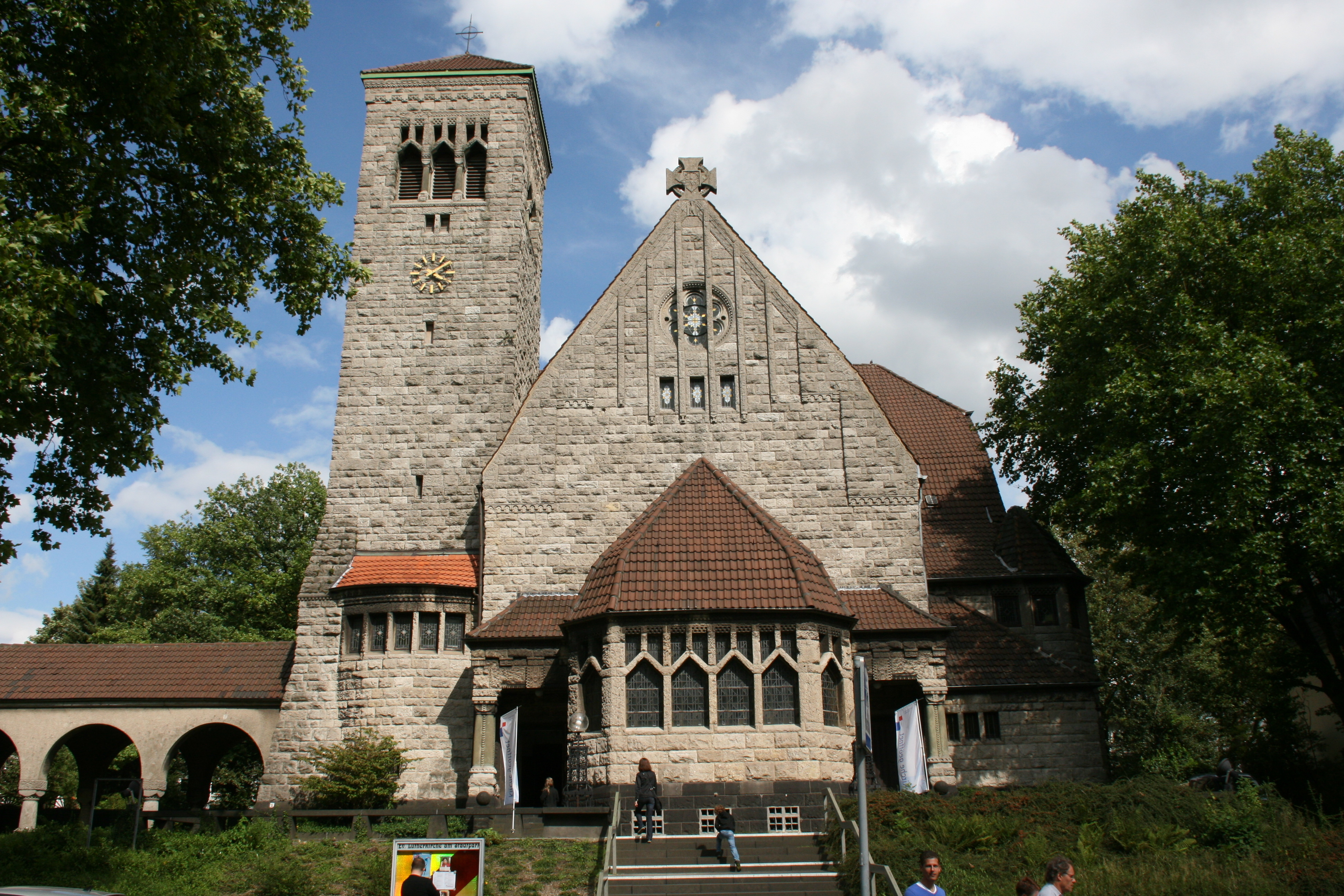
Lutherkirche

Die evangelische Lutherkirche ist ein denkmalgeschütztes Kirchengebäude in Bochum in Nordrhein-Westfalen.

## Geschichte und Architektur
Der kompakte, kreuzförmige Zentralbau aus grob bossierten Muschelkalkquadern steht am Rande des Stadtparkviertels. Der Turm ist nordwestlich eingestellt. Er wurde mit einer flachen Apsis und kapellenartigen Anräumen 1911/12 unter der Bauleitung von Arno Eugen Fritsche errichtet. Das ehemalige Pfarrhaus und heutige Gemeindezentrum ist über einen Bogengang angeschlossen. Im Zweiten Weltkrieg wurden die Dächer und Gewölbe zerstört und bis 1948 wiederhergestellt. Sechs Fenster der Apsis wurden vermauert. Die Straßenfront wurde durch geschlossene Mauerflächen und vielgestaltige Vorbauten der Eingänge und Anräume hervorgehoben. Der Giebel mit Lisenen und flachen Friesen wurde von einem Scheibenkreuz bekrönt. Der Innenraum wurde gratgewölbt; in die Emporen der Kreuzarme wurden Tonnengewölbe eingezogen.

## Ausstattung
Fritsche schuf den Muschelkalkaltar und den Taufstein.
Ein Apsisfresko wurde in einer umfangreichen Ausmalung von Heinrich Rüther überarbeitet.
Die drei Gussstahlglocken wurden 1910 gegossen und erklingen in h°, d' und f'.

## Orgel
Im Jahr 1953 erbaute der Orgelbauer Bernhard Koch (Wuppertal-Barmen) die Orgel. Das Kegelladen-Instrument hat 20 Register auf zwei Manualen und Pedal. Die Trakturen sind pneumatisch.
| I Hauptwerk C–g3 |        |
| Prinzipal        | 8′     |
| Gedackt          | 8′     |
| Oktave           | 4′     |
| Gemsnasat        | 2 1⁄3′ |
| Waldflöte        | 2′     |
| Mixtur V         |        |
| Dulzian          | 16′    |

| II Brustwerk C–g3 |    |
| Spillflöte        | 8′ |
| Quintade          | 8′ |
| Rohrflöte         | 4′ |
| Prinzipal         | 2′ |
| Glockenton II     |    |
| Scharffzimbel III | 1′ |
| Trompetenregal    | 8′ |

| Pedalwerk C–f1  |     |
| Subbass         | 16′ |
| Offenbass       | 8′  |
| Nachthorn       | 4′  |
| Rauschpfeife IV |     |
| Stille Posaune  | 16′ |
| Singend Cornett | 2′  |